# Jamie Whincup

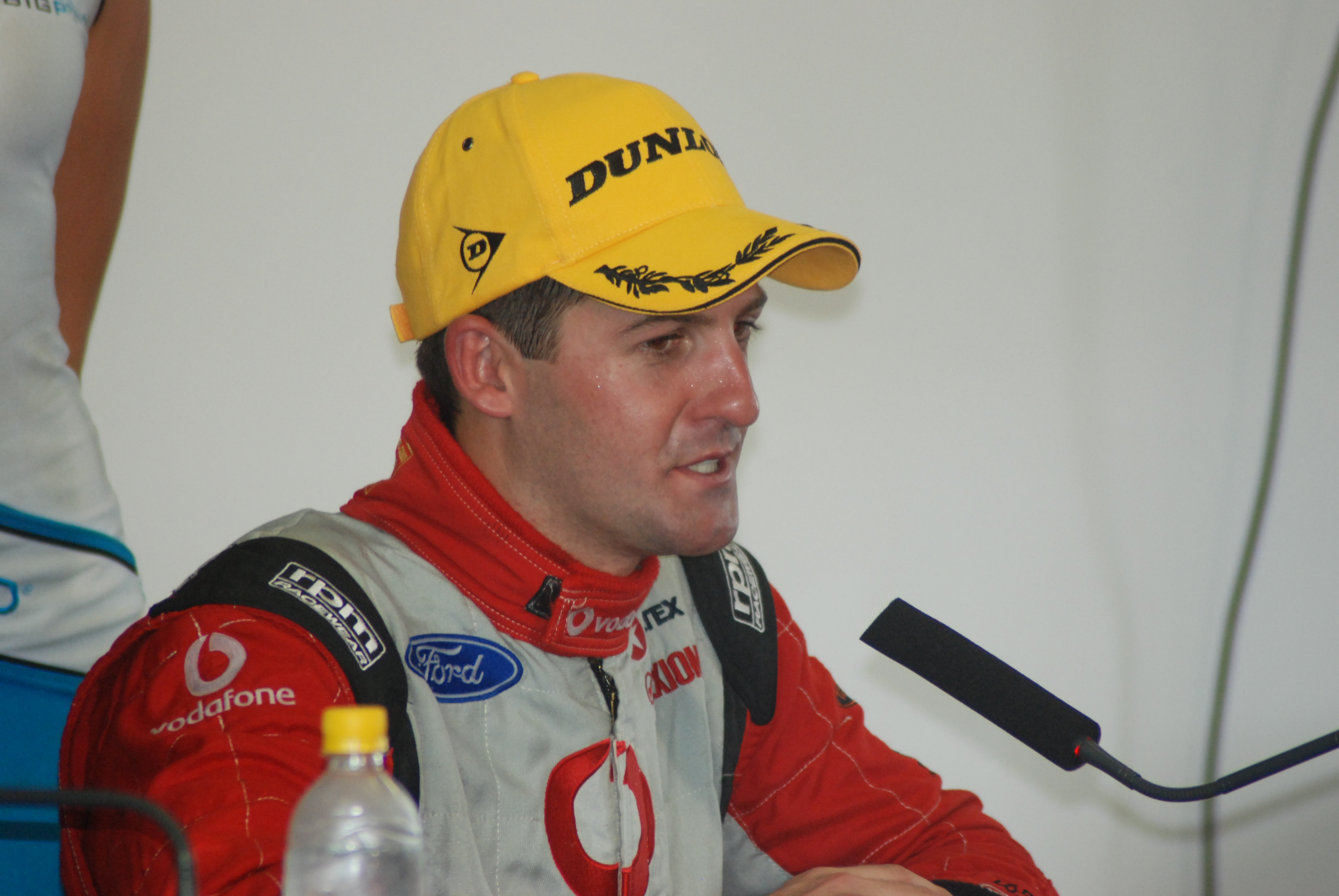
Jamie Whincup 2007

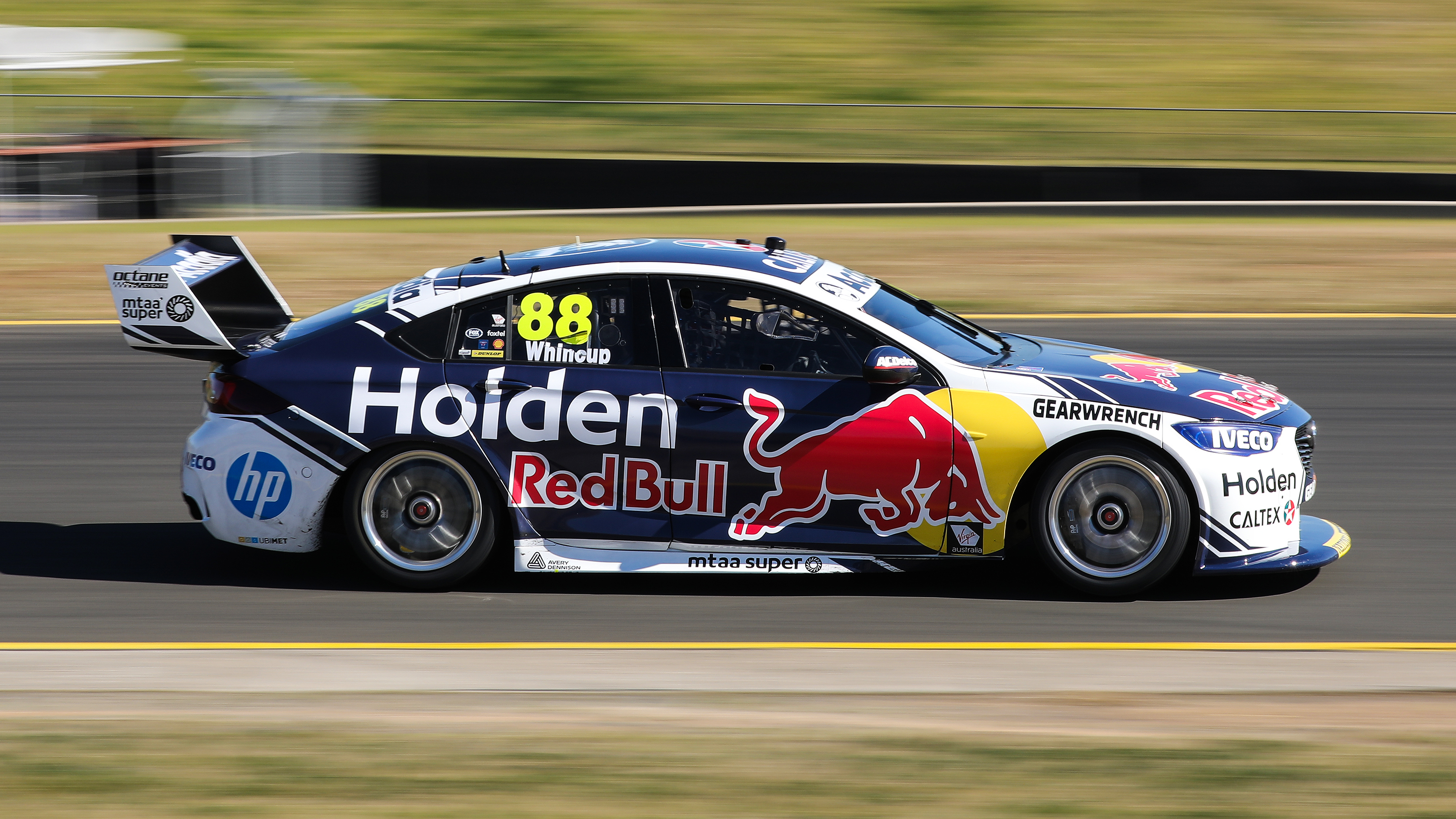
Jamie Whincup bei Supercars-Rennen in Sydney 2019

Jamie Whincup (* 6. Februar 1983 in Melbourne) ist ein australischer Rennfahrer. 2008/09 sowie 2011 bis 2014 gewann er den Meistertitel der V8 Supercars.

## Karriere
Whincup begann seine Motorsportkarriere im Alter von sieben Jahren im Kartsport und war bis 1999 in dieser Sportart aktiv. Dabei gewann er einige Meistertitel. 2000 machte er seine ersten Erfahrungen im Formelsport in der australischen Formel Ford. Der Australier blieb bis 2002 in dieser Serie und gewann, nachdem er 2001 Dritter geworden war, 2002 den Meistertitel. Außerdem trat er für Garry Rogers Motorsport bei zwei Rennen der V8 Supercar, einer australischen Tourenwagenrennserie, an.
2003 bestritt er die komplette Saison in der V8 Supercar für Garry Rogers Motorsport und wurde 27. in der Gesamtwertung. 2004 erhielt Whincup kein Cockpit für die komplette Saison und nahm nur an zwei Rennen teil. In der Gesamtwertung wurde er 50. 2005 wechselte er zu Tasman Motorsport und nahm wieder an jedem Rennen teil. In dieser Saison erreichte er als Zweiter und Dritter seine ersten Podest-Platzierungen in der V8 Supercar. Am Saisonende belegte er den 16. Gesamtrang. 2006 wechselte er zum Team Betta Electrical. Nachdem er zuvor nur einen Holden Commodore gefahren war, startete er ab 2006 in einen Ford Falcon. Bereits beim Saisonauftakt in Adelaide gewann er sein erstes Rennen in dieser Serie. Mit einem weiteren Rennsieg belegte er am Saisonende den zehnten Platz im Gesamtklassement.
2007 wechselte Whincup zum Team Vodafone und wurde Teamkollege von Craig Lowndes. Der Australier entschied fünf Rennen für sich und wurde Vizemeister hinter Garth Tander. 2008 blieb Whincup beim Team Vodafone und sicherte sich mit 16 Siegen aus 35 Rennen seinen ersten Meistertitel in der V8 Supercar. 2009 verteidigte der Australier seinen Titel mit 11 Siegen aus 29 Rennen. 2010 ging Whincup erneut für das Team Vodafone an den Start. Erstmals seit 2005 fuhr er wieder einen Holden Commodore. Der Rennfahrer war mit neun Siegen der Pilot, der die meisten Rennen für sich entschieden hatte. Für die Titelverteidigung reichte es jedoch nicht, da er James Courtney mit 2990 zu 3055 Punkten unterlag und Vizemeister wurde.

## Sonstiges
Im Vorfeld des Großen Preis von Australien 2010 durfte Whincup einige Runden im McLaren MP4-23 aus dem Jahr 2008 drehen. Ermöglicht wurde diese Fahrt von seinem Sponsor Vodafone, der einen Autotausch mit Jenson Button, der Whincups Holden Commodore pilotierte, initiiert hatte.

## Statistik

### Karrierestationen
- 1990–1999: Kartsport
- 2000: Australische Formel Ford
- 2001: Australische Formel Ford (Platz 3)
- 2002: Australische Formel Ford (Meister), V8 Supercar (Platz 62)
- 2003: V8 Supercar (Platz 27)
- 2004: V8 Supercar (Platz 50)
- 2005: V8 Supercar (Platz 16)
- 2006: V8 Supercar (Platz 10)
- 2007: V8 Supercar (Platz 2)
- 2008: V8 Supercar (Meister)
- 2009: V8 Supercar (Meister)
- 2010: V8 Supercar (Platz 2)
- 2011: V8 Supercar (Meister)
- 2012: V8 Supercar (Meister)
- 2013: V8 Supercar (Meister)
- 2014: V8 Supercar (Meister)
- 2015: V8 Supercar (Platz 5)
- 2016: Australian Supercars (Platz 2)